# Weinstraße 23 (Deidesheim)
Das Anwesen Weinstraße 23 in der Landstadt Deidesheim (Rheinland-Pfalz) ist ein ehemaliger Winzerhof, der nach dem Denkmalschutzgesetz des Landes Rheinland-Pfalz als Kulturdenkmal eingestuft ist.

## Geschichte
An dieser Stelle war früher die Schildwirtschaft „Zum Ochsen“, die um 1678 von Johann Adam Schwendel eröffnet wurde. Es war nach den Gaststätten „Zur Kanne“ und „Zum Schwanen“ die dritte Wirtschaft in Deidesheim. Später nannte Schwendel seine Wirtschaft dann „Zum Roten Ochsen“. Ihm folgte sein Stiefsohn Georg Mayer als „Ochsenwirt“, dann dessen Schwiegersohn Peter Heinrich Brandner, schließlich dessen Sohn Johannes; dieser heiratete 1762 Katharina Barbara Traitteur, die Tochter des Oberschultheißen und „Schwanenwirtes“ Konrad Traitteur. 1777 wurde das spätbarocke Kerngebäude des heutigen Anwesens errichtet, wie man an der Jahreszahl über der Einfahrt ablesen kann. 1801 und 1802 wurde Josef Adam Steinebach als Wirt der Gaststätte genannt, der Tochter Klara von Johannes und Katharina Barbara Brandner geheiratet hatte. Vermutlich wurde die Wirtschaft von dem Wirt Josef Adam Steinebach später aufgegeben. Heute beherbergt das Gebäude eine Arztpraxis.

## Anwesen

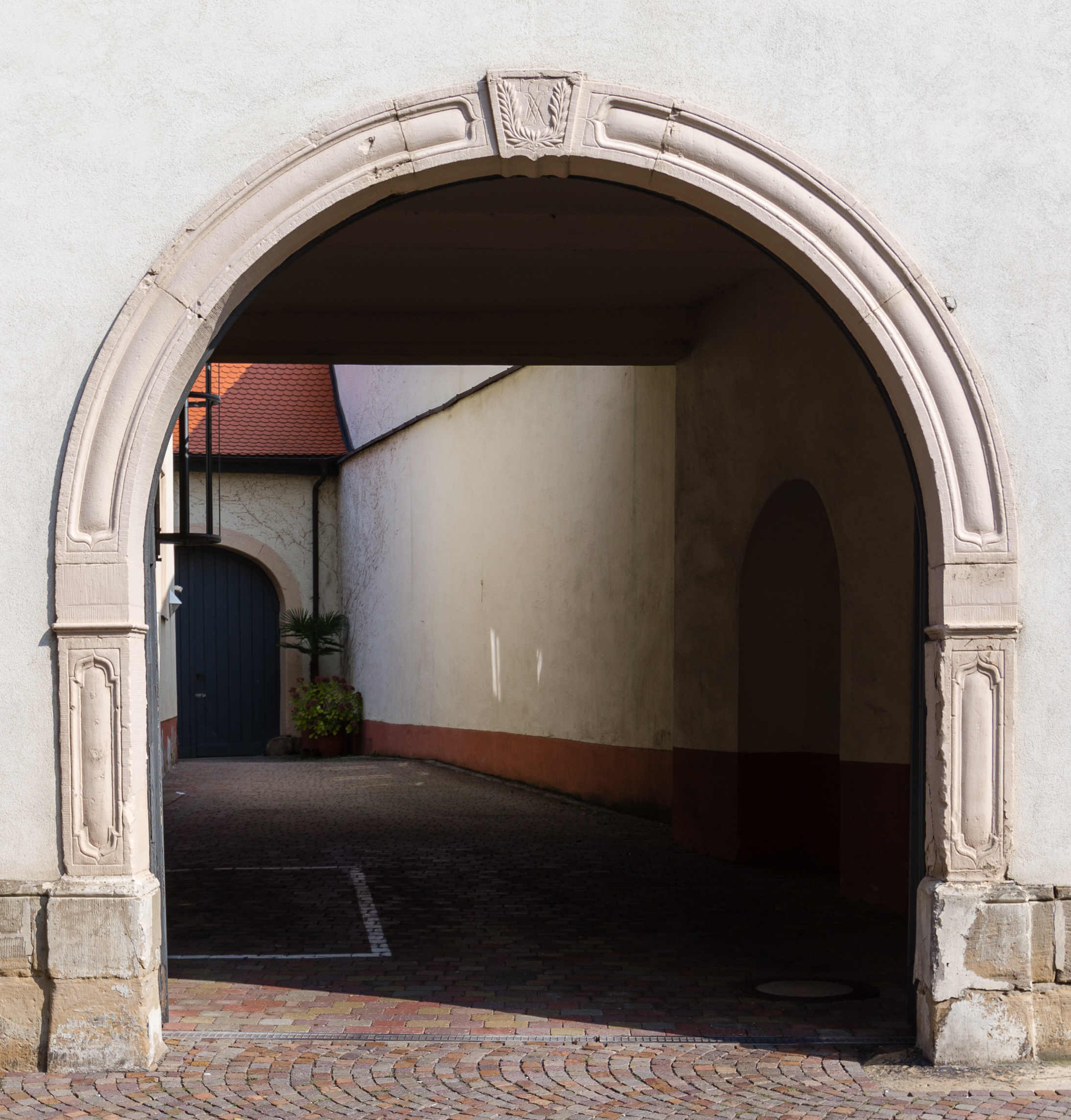
Tor zum Innenhof

Das Anwesen liegt im historischen Stadtkern Deidesheims an der Deutschen Weinstraße. Sein spätbarockes Wohnhaus aus dem Jahr 1777 ist ein zweigeschossiges Gebäude mit L-förmigem Grundriss, das ein teilweise erneuertes Walmdach trägt. Das Gebäude wurde um 1890 im Stil der Gründerzeit nach Norden erweitert, aus dieser Zeit stammen auch die Türflügel der mit der Jahreszahl 1777 bezeichneten Durchfahrt zum Hof. Zwischen dem markanten, mit einem steilen Walmdach versehenen dreigeschossigen Treppenhausturm und der Mauer zur Weinstraße ist eine kleine, mit einer Balustrade versehene Terrasse. Der Innenhof wird Richtung Osten von einer spätbarocken ehemaligen Scheune abgeschlossen, die vermutlich zusammen mit dem Hauptgebäude errichtet wurde.